# L'idea dell'architettura universale
L'idea dell'architettura universale, o La idea dell'architettura universale e Dell'idea dell'architettura universale in alcune edizioni successive, è un trattato dell'architetto rinascimentale Vincenzo Scamozzi (1548 – 1616). La storia della pubblicazione è piuttosto travagliata: avvenuta a spese dell'autore solo nel 1615, dei dieci Libri previsti vennero pubblicati solamente sei. Nonostante risulti incompleta si tratta comunque di un'opera mastodontica, le cui pagine variano dalle 828 dell'edizione del 1714 alle 832 dell'originale del 1615.

## Contenuti deL'idea dell'architettura universale

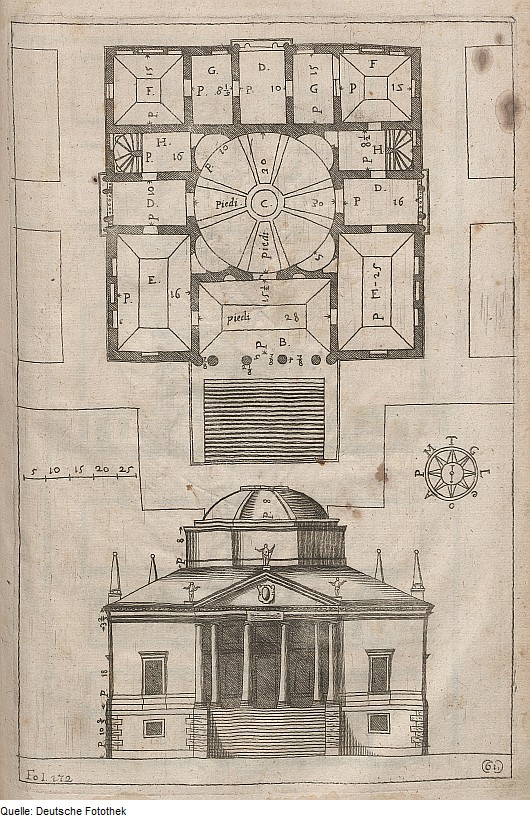
Pianta e prospetto di Villa Pisani, 1697, considerata il capolavoro di Vincenzo Scamozzi

Il trattato è diviso in due Parti, la prima suddivisa in Libro I, II e III, la seconda in Libro VI, VII e VIII. Diversi sono gli argomenti indagati:
- Libro Primo: dopo il Proemio della Prima Parte, introduce il lettore al concetto e all'origine dell'Architettura, ai principi di geometria e le sue relazioni col corpo umano, disegno e le varie tipologie di edifici. In ultimo, tratta della caduta dell'Impero romano e della sua Architettura, di estimo e cantieri.
- Libro Secondo: descrive le differenze climatiche al variare delle regioni e quali cure riservare alla scelta del sito e alla costruzione di edifici in rapporto ad esse, principi di urbanistica, idraulica, meteorologia e dell'arte di erigere fortificazioni a difesa delle città.
- Libro Terzo: ricostruisce la forma originaria delle case de' gli antichi Greci e Romani, dell'aspetto dei palazzi italiani, spagnoli, francesi e tedeschi della sua epoca – con dovizia di particolari riguardo a Ca' Corner e Palazzo Strozzi, in cui intervenne – e, per mezzo di disegni di suoi progetti poi edificati a Vicenza, Bergamo e Genova, come normalizzare piante e facciate situate in lotti irregolari, progettazione di esterni e interni di ville e dei loro giardini.
- Libro Sesto: dopo il Proemio della Seconda Parte, tratta del "modulo", dell'aspetto e delle parti che compongono gli ordini ne' l'Architettura, definendo ad es. cosa siano gli ornamenti, i piedestili o i frontespicij. In seguito, descrive per ciascuno dei cinque Ordini i popoli che li hanno creati – i Toscani inventori del Toscano, i Dorici del Dorico, e così via – l'aspetto di colonnati ed archi, posti o meno su piedistalli, porte, nicchi e nappe. Infine, le loro esatte proportioni, il tutto accompagnato da delle tavole con fini esplicativi.
- Libro Settimo: sono presentati i materiali da costruzione e le tipologie di marmi e mattoni più impiegati in edilizia, il come lavorare e porre in opera pietra, calce e sabbia, le qualità di legni e metalli.
- Libro Ottavo: definisce cosa sia edificio, e le sue parti, descrivendo poi i diversi tipi di terreni e fondazioni, le murature secondo gli antichi, e moderni, elementi come scale, porte e finestre. Si sofferma poi sugli obelischi innalzati a Roma, sugli Egizi e le piramidi, sulle tecniche costruttive da impiegare nei tetti, nei ponti; infine, termina parlando di come si realizzano i parchi e le fognature, le strade pubbliche e le private.

## Caratteristiche principali

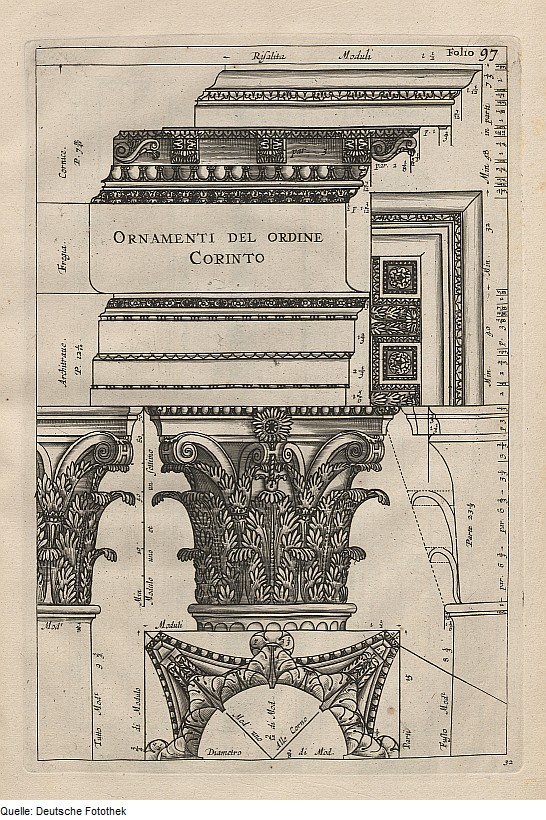
Trabeazione e capitello Corinzi, 1697, Vincenzo Scamozzi

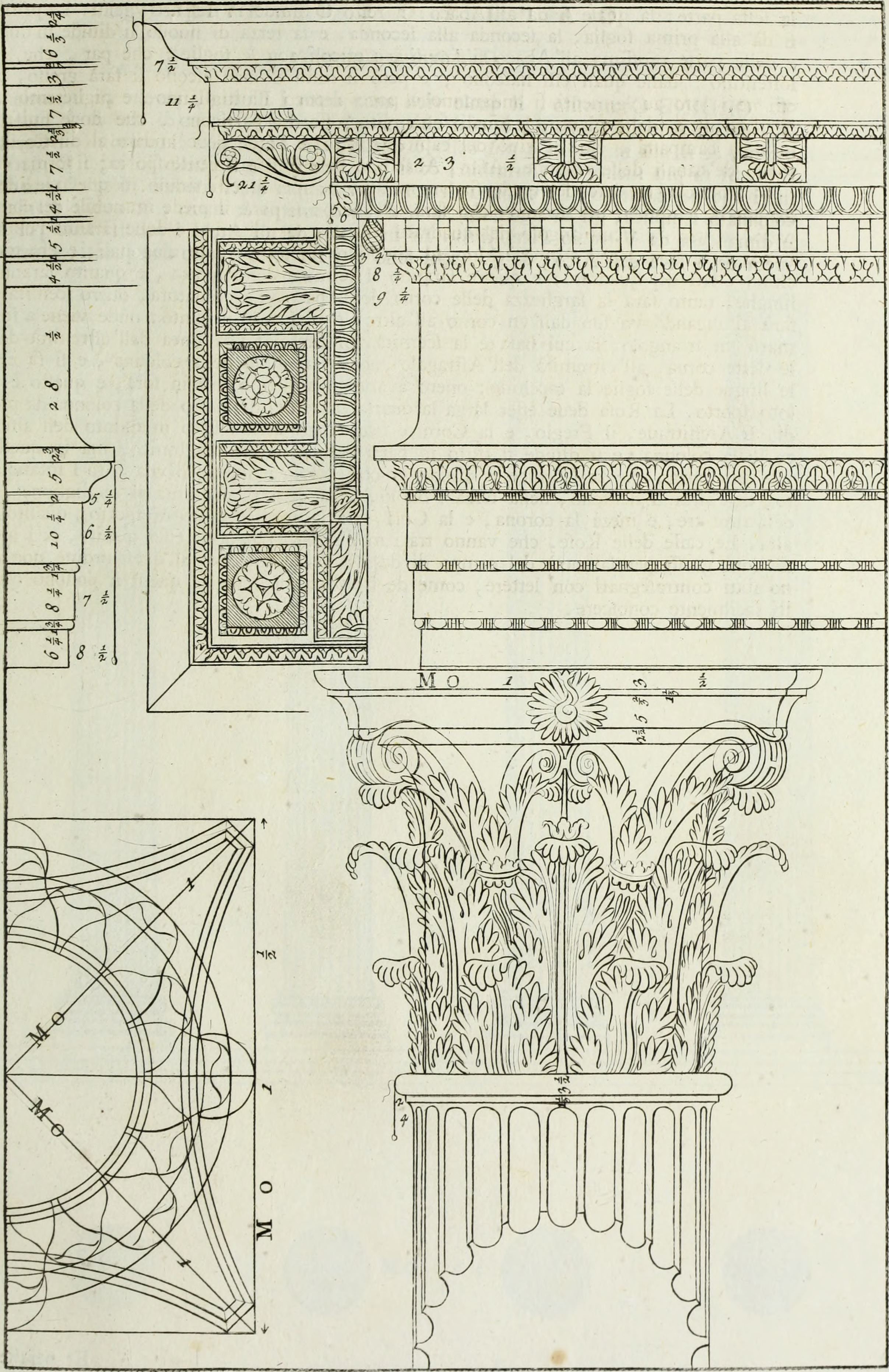
Trabeazione e capitello Corinzi, 1771, Andrea Palladio

### Lo stile "scamozziano"
Lo Scamozzi lavorò assiduamente nel cercare quelle che lui definiva le belle forme in architettura: individuò pertanto delle norme generali che applicò poi in tutto il trattato. Tra le essenziali emergono le seguenti:
- gli ornamenti – così vengono da lui chiamate le trabeazioni – degli ordini Ionico, Composito e Corinzio sono resi alti un quinto della colonna, mentre l'altezza esatta di architrave, fregio e cornice si ottiene dividendo in 15 parti quella dell'ornamento dando loro rispettivamente 5, 4 e 6 parti[3];
- gli archi, con o senza piedistalli, variano gradualmente – dalle tozze proporzioni del Toscano a quelle slanciate del Corinzio – in base all'ordine e la curva dell'archivolto è costruita ad una distanza pari all'aggetto della fascia d'imposta per ragioni estetiche[4];
- gli intercolunnij centrali presentano una larghezza maggiore dei laterali in modo da favorire il passaggio, variando da un massimo di 3 moduli a un minimo di 2[4];
- i modiglioni degli ornamenti degli ordini Ionico, Corinzio e Composito, nei colonnati e negli archi frontonati, per ben riuscire, sono impiegati in numero dispari affinché quello posto al vertice sostenga equamente il peso delle cornici inclinate che coronano il timpano[3].

Tutte considerazioni, queste, di cui finora non aveva tenuto conto l'opera teorica del Palladio: da qui la funzione "curativa", di integrazione e ammodernamento, de L'idea dell'architettura universale nei confronti dei Quattro libri dell'architettura, che portò infine l'allievo a "contestare" il maestro. Ne deriva che:
- i fregi Ionici, Compositi e Corinzi risultano meglio proporzionati e meno schiacciati rispetto a quelli palladiani – che usavano la partizione dell'altezza della trabeazione in 12 parti, di cui 4 per l'architrave, 3 per il fregio e 5 per la cornice;
- gli archi, nelle loro doppia impostazione, permettono composizioni più libere, estinguendo l'eccessiva fissità che caratterizzava quelli del Palladio – l'architetto padovano prevedeva una sola configurazione, dotata di piedistallo;
- i frontoni presentano un modiglione a sostegno della parte sommitale del frontone – impostazione corretta secondo l'opinione di altri teorici dell'Architettura, dal punto di vista dell'estetica e della statica;
- il lessico degli intercolunni e delle colonne, adeguandosi al ritmo dei modiglioni, è riscritto nella sua totalità – viene eliminato l'angusto intercolunnio Composito del Palladio di 1 modulo e 1⁄2, vedono la luce le innovative colonne Tuscanica di 7 moduli e 1⁄2 e Ionica di 8 moduli e 3⁄4 e la peculiare cornice Composita in cui convivono modiglioni e dentelli.

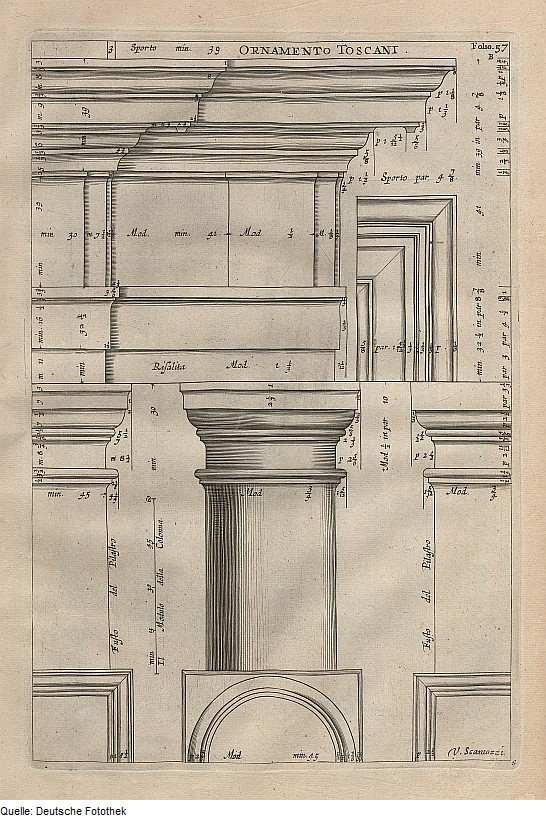
Trabeazione e capitello Toscani, 1697, Vincenzo Scamozzi

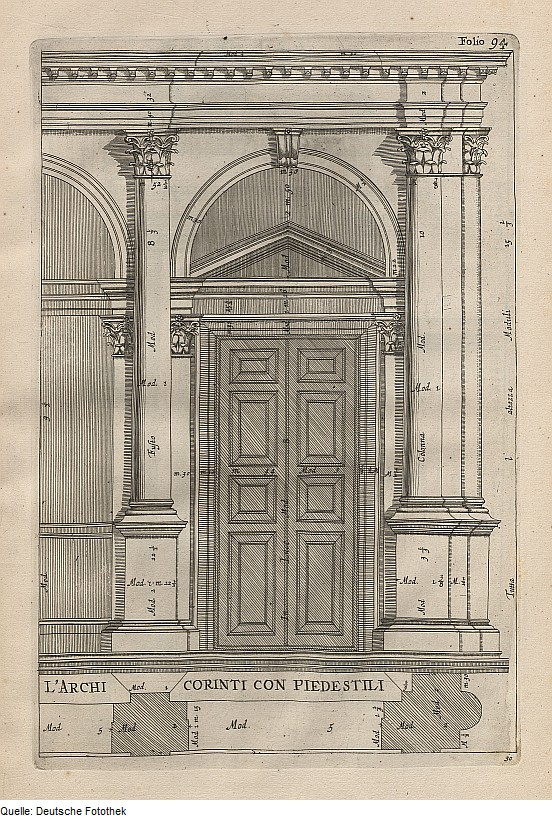
Archi Corinzi su piedistalli, 1697, Vincenzo Scamozzi

### Un linguaggio nuovo
Il linguaggio scamozziano, considerati i punti precedenti, genera una teoria architettonica rivoluzionaria per l'epoca e assai coerente nelle sue parti. Di particolare importanza sono i ben sei disegni illustrativi per Ordine comprensivi di soluzioni inedite, quali le colonne Tuscaniche alte 7 moduli e mezzo con triglifo liscio nella trabeazione, la già citata colonna Ionica di 8 moduli e tre quarti, la Composita di 9 e tre quarti, i colonnati impostati sopra piedistalli e l'arco Corinzio su piedistalli le cui alette non sono semplici piedritti disadorni, bensì un ordine di pilastri completo di capitello e trabeazione. Elementi che separano L'idea dai trattati precedenti quali quelli vitruviano, vignolesco e palladiano.
Il trattato, pur vivendo di una certa notorietà al di fuori del Veneto – lo dimostrano le ristampe olandesi ed inglesi, nelle quali venne aggiunto materiale originariamente non presente – non vide applicazioni pratiche in Europa, dove il pensiero architettonico era orientato ad approfondire i temi del palladianesimo. Diversamente, trovò riscontri favorevoli in patria: giocarono probabilmente un ruolo nel suo successo lo studio e la passione che l'architetto dedicò ad ogni elemento dei propri Ordini architettonici e la chiarezza delle stampe con cui cercò di dimostrare la validità delle proprie teorie, affiancando – o scavalcando, per certi versi – la radicata eredità palladiana propria dell'architettura del Nordest italiano, ancora "tardo-rinascimentale" e non pienamente "moderna".

## Fortuna deL'idea dell'architettura universale

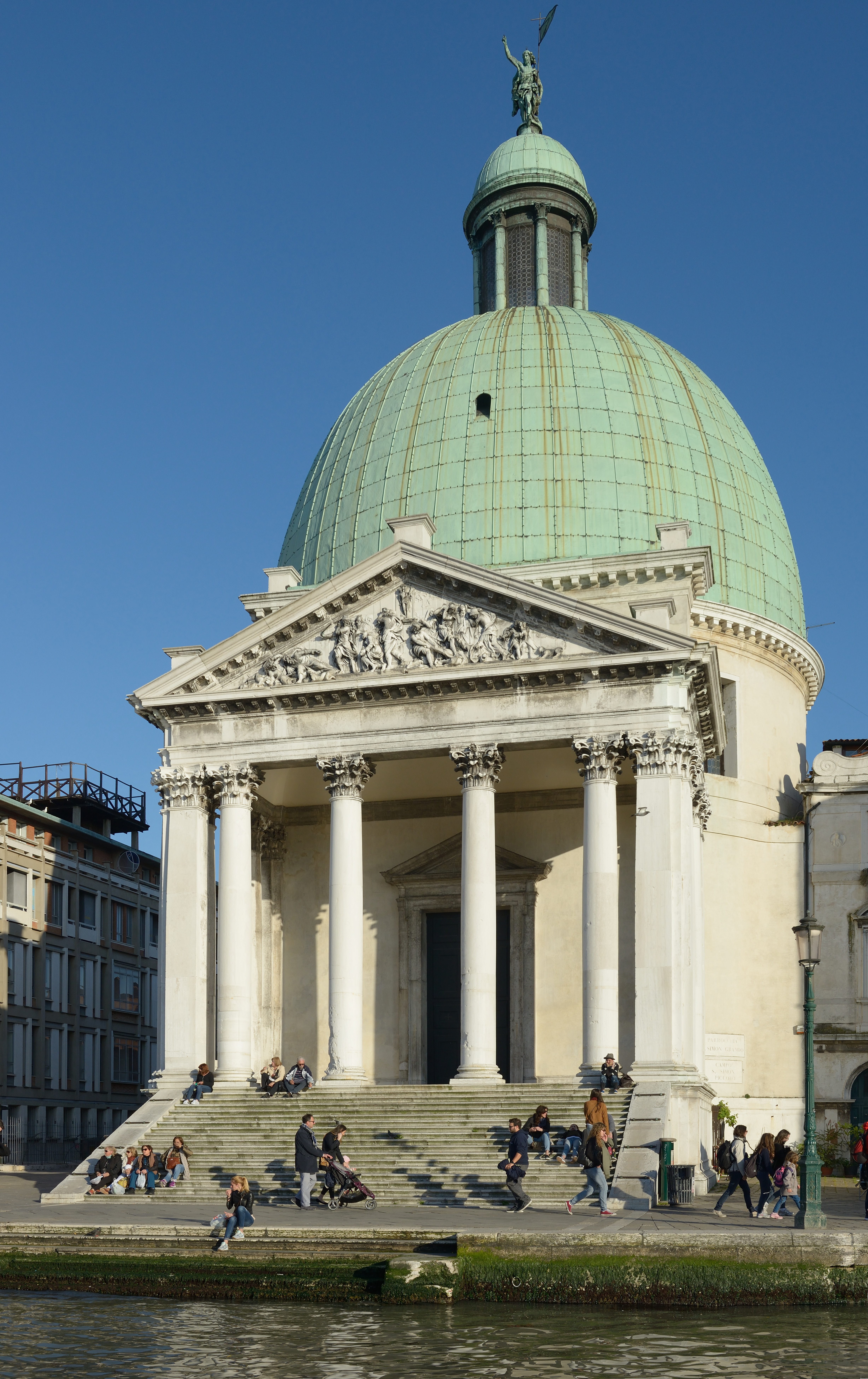
San Simeon Piccolo a Venezia, di Giovanni Scalfarotto

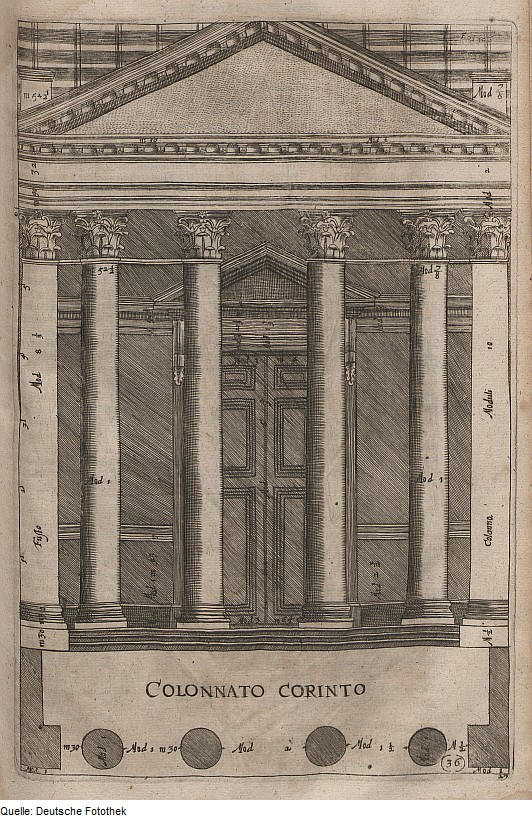
Colonnato Corinzio, 1697, Vincenzo Scamozzi

Per quanto Vincenzo Scamozzi risulti tuttora una figura sconosciuta, non lo era altrettanto nel Sei e Settecento. Le numerose edizioni successive, in lingua originale e non, de L'idea dell'architettura universale e gli edifici costruiti in laguna, secondo il suo stile, nell'arco dei due secoli dimostrano il successo e l'acclamazione che la sua opera ebbe all'epoca presso Venezia e tutta l'architettura veneta. Esempio calzante è la pressoché omogeneità tra il pronao di San Simeon Piccolo di Giovanni Antonio Scalfarotto e il colonnato Corinzio presente ne L'idea: lo Scalfarotto, assieme ad una nutrita schiera di architetti della Repubblica, è infatti uno dei seguaci del linguaggio scamozziano. Nota pure è l'attività di Baldassare Longhena, che progettò impiegandone gli ordini architettonici e ultimò anche – è il caso delle Procuratie Nuove – un edificio rimasto incompiuto dell'architetto vicentino. Persino in San Stae, di Domenico Rossi, generalmente riconosciuto come "palladiana" nell'intersecarsi in facciata di un ordine maggiore con uno minore – soluzione analoga per certi versi a quella di San Giorgio Maggiore – emerge nei dettagli una chiara impostazione "scamozziana".
Di seguito una lista parziale dei progettisti e relativi edifici che hanno ripreso almeno parzialmente le regole de L'idea:
- Baldassare Longhena (1596 circa – 1682): Chiesa della Salute (1631 – 87), Santa Giustina (1640), interno della Chiesa degli Scalzi (1672 – 80), Ca' Pesaro (1659 – 82), palazzo Belloni Battagia (1663), Ca' Rezzonico (1667 – 82).
- Giuseppe Sardi (1624 – 1699): palazzo Flangini (1664 – 82), facciate della Chiesa degli Scalzi (1672 – 80) e di Santa Maria del Giglio (1680).
- Domenico Rossi (1657 – 1737): facciata di San Stae (1709), Chiesa dei Gesuiti (1715 – 29), Ca' Corner della Regina (1724 – 26).
- Andrea Tirali (1657 – 1737): Mausoleo Valier (1705 – 08), facciate di San Vidal (1690) e San Nicola da Tolentino (1706 – 11).
- Giorgio Massari (1687 – 1766): oratorio della Madonna della Salute (1719), Chiesa della Pace (1720 – 46), Chiesa dei Gesuati (1724 – 36), chiesa di Santo Spirito (1738), Chiesa della Pietà (1745 – 60), completamento di Ca' Rezzonico (1752 – 58), Scuola Grande di Santa Maria della Carità (1760).
- Giovanni Antonio Scalfarotto (1700 circa – 1764): San Simeon Piccolo (1738).
- Lorenzo Boschetti (attivo tra il 1709 e il 1772): San Barnaba (1749 – 79), Palazzo Venier dei Leoni (1749).
- Bernardino Maccaruzzi (1728 – 1798): San Rocco (1765 – 69), Duomo di Mestre (1791), San Leonardo (1794).
- Giannantonio Selva (1751 – 1819): Gran Teatro La Fenice (1790 – 91).

## Galleria d'immagini

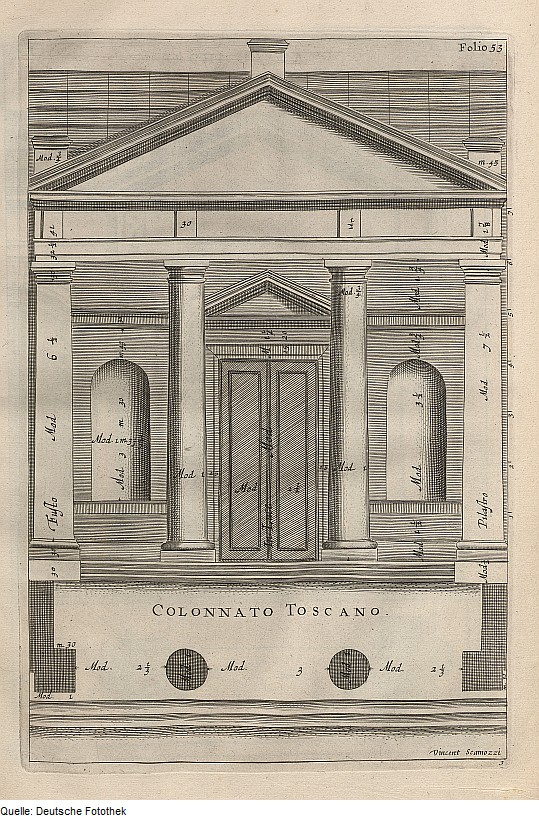
Colonnato Toscano
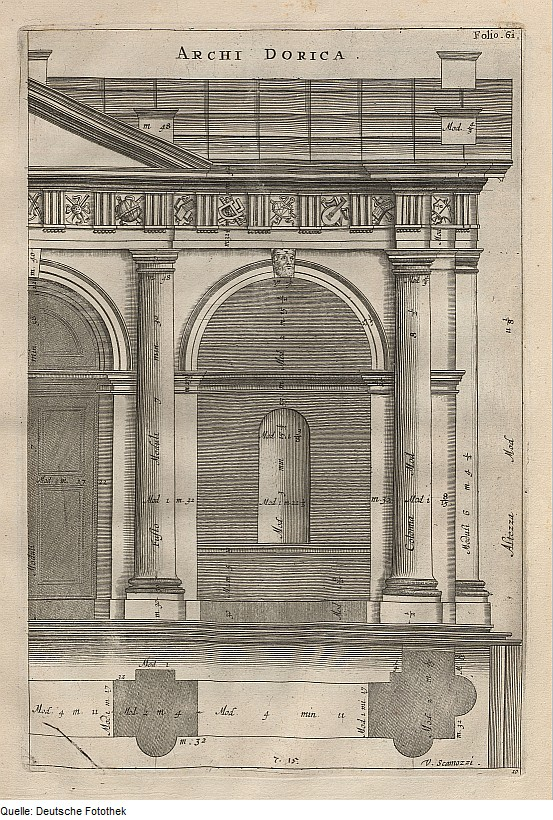
Archi Dorici
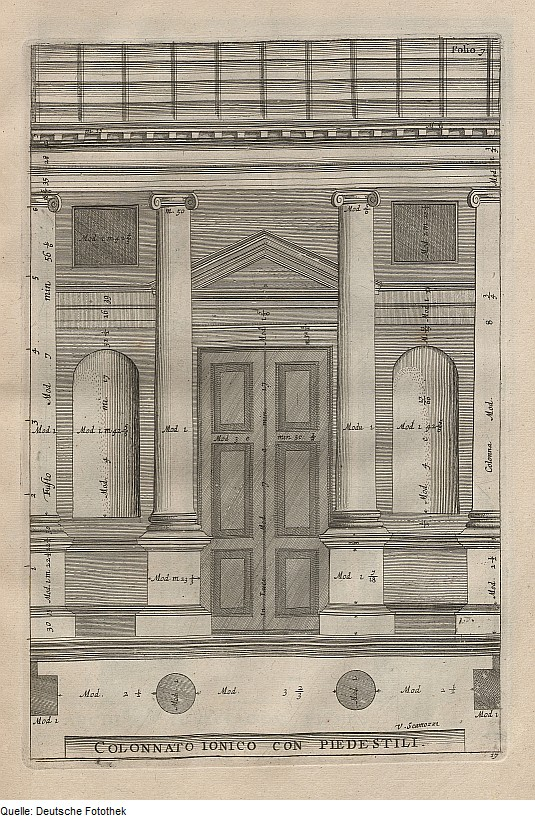
Colonnato ionico su piedistalli
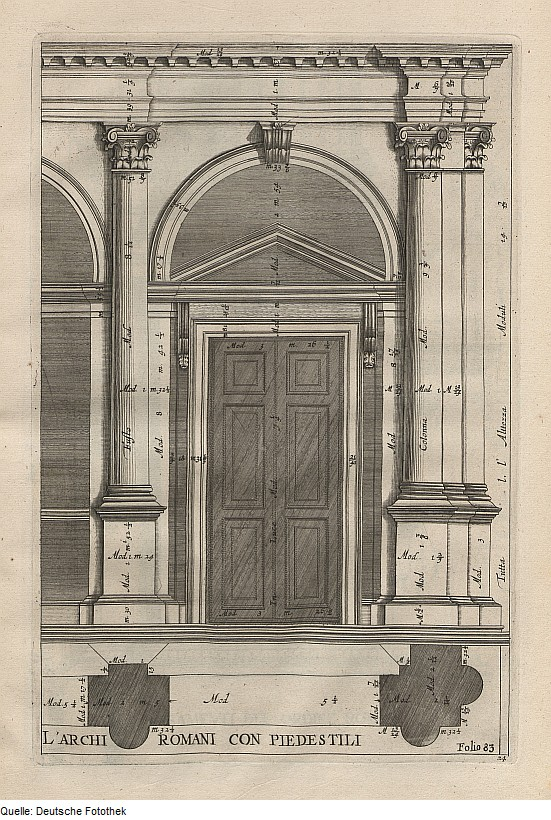
Archi Compositi su piedistalli
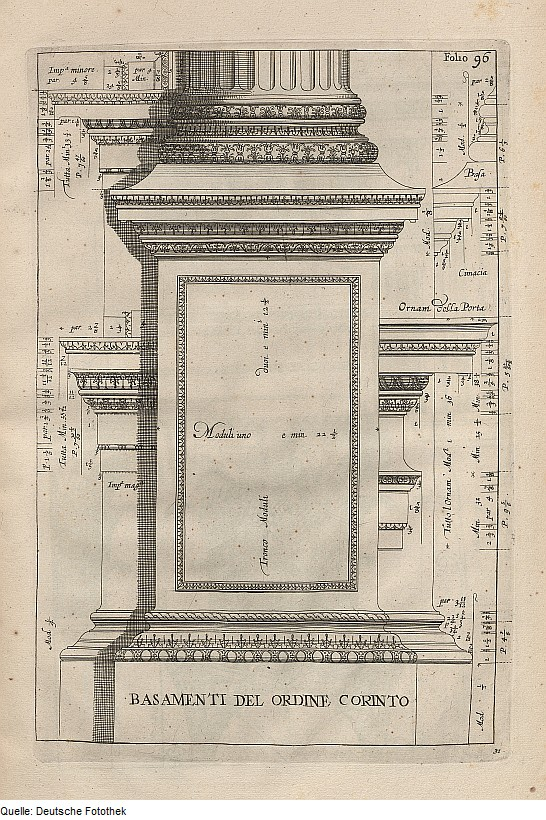
Piedistalli e basi Corinzi
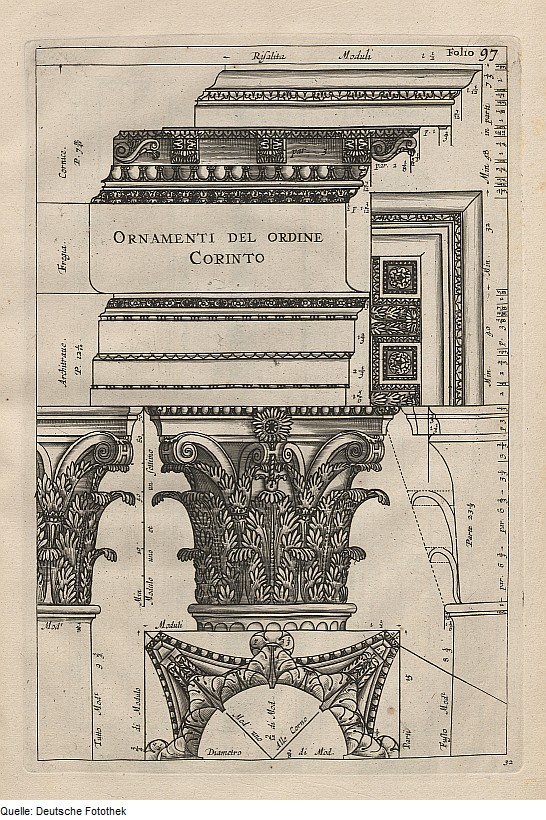
Capitello e ornamento Corinzio
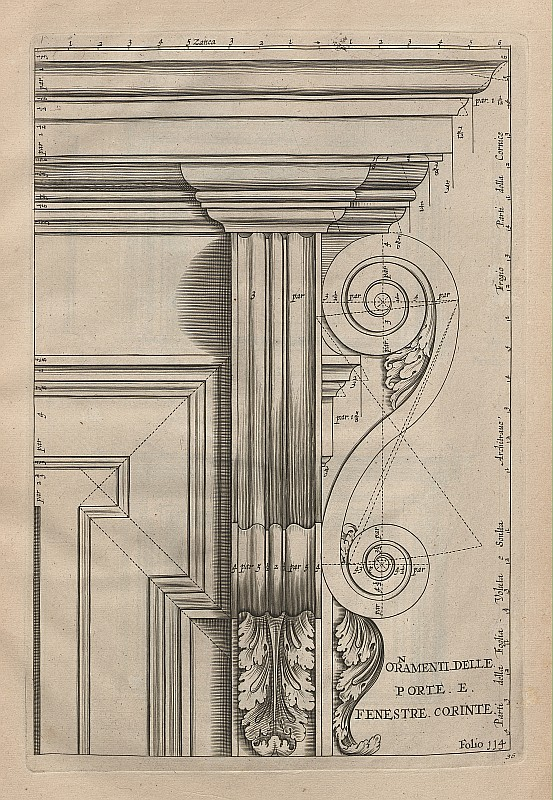
Particolare della porta Corinzia
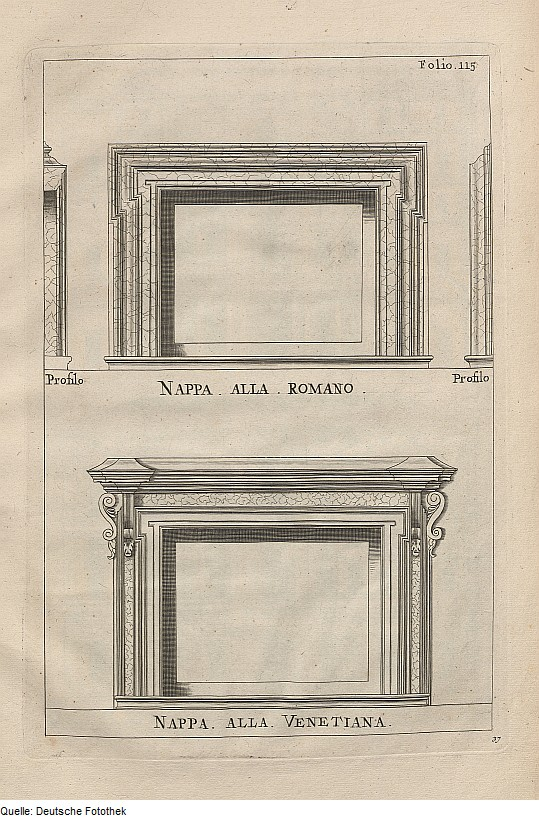
Tipologie di nappe
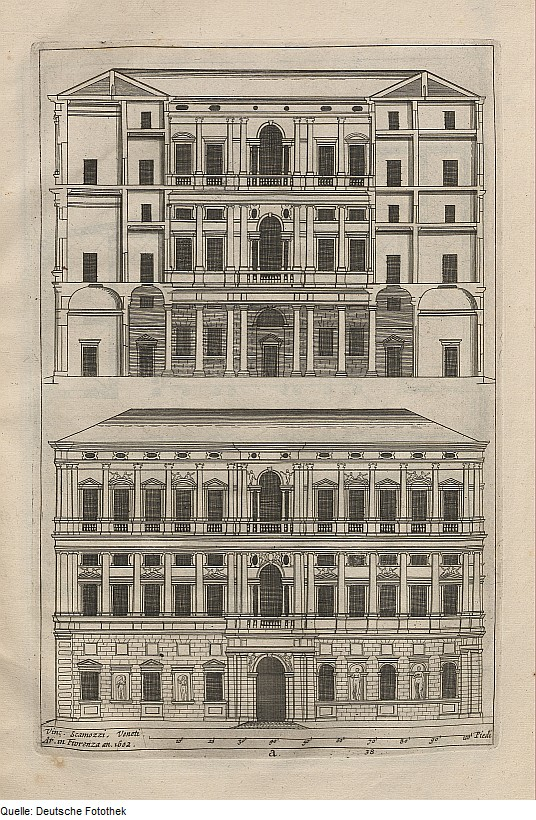
Sezione e prospetto di Palazzo Strozzi a Firenze
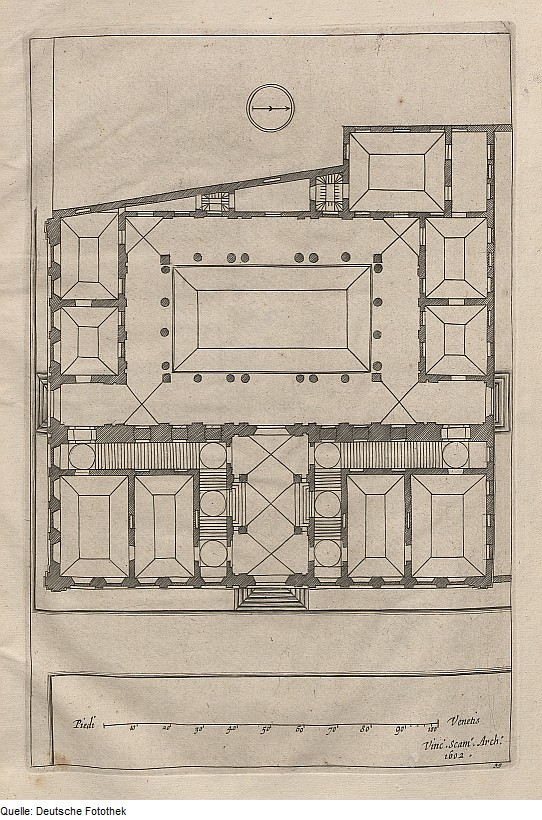
Pianta di Ca' Corner a Venezia

## Edizioni
- Vincenzo Scamozzi, L'idea della architettura universale, Venezia, 1615.
- Vincenzo Scamozzi, Dell'idea della architettura universale, Venezia, 1714  [1615].

Traduzioni
- (NL) Vincenzo Scamozzi, Cort onderwys van de Vyf Colommen, traduzione di Simon Bosboom, Amsterdam, Fredrick de Wit Const, 1657.
- (FR) Vincenzo Scamozzi, Les cinq ordres d'architecture de Vincent Scamozzi, traduzione di Augustin-Charles d'Aviler, Parigi, Jean Baptiste Coignard, 1685.
- (EN) Vincenzo Scamozzi, The mirror of Architecture, or the ground-rules of the Art of Building, traduzione di William Fisher, Londra, William Fisher e R. Mount, 1687.
- (FR) Vincenzo Scamozzi, Oeuvres d'architecture de Vincent Scamozzi vicentin, traduzione di Augustin-Charles d'Aviler, Parigi, Pierre Vander, 1713.
- (EN) Vincenzo Scamozzi, The mirror of Architecture, or the ground-rules of the Art of Building, traduzione di John Brown e William Letburn, Londra, J. e B. Sprint, 1721.